# Caneta hidrográfica

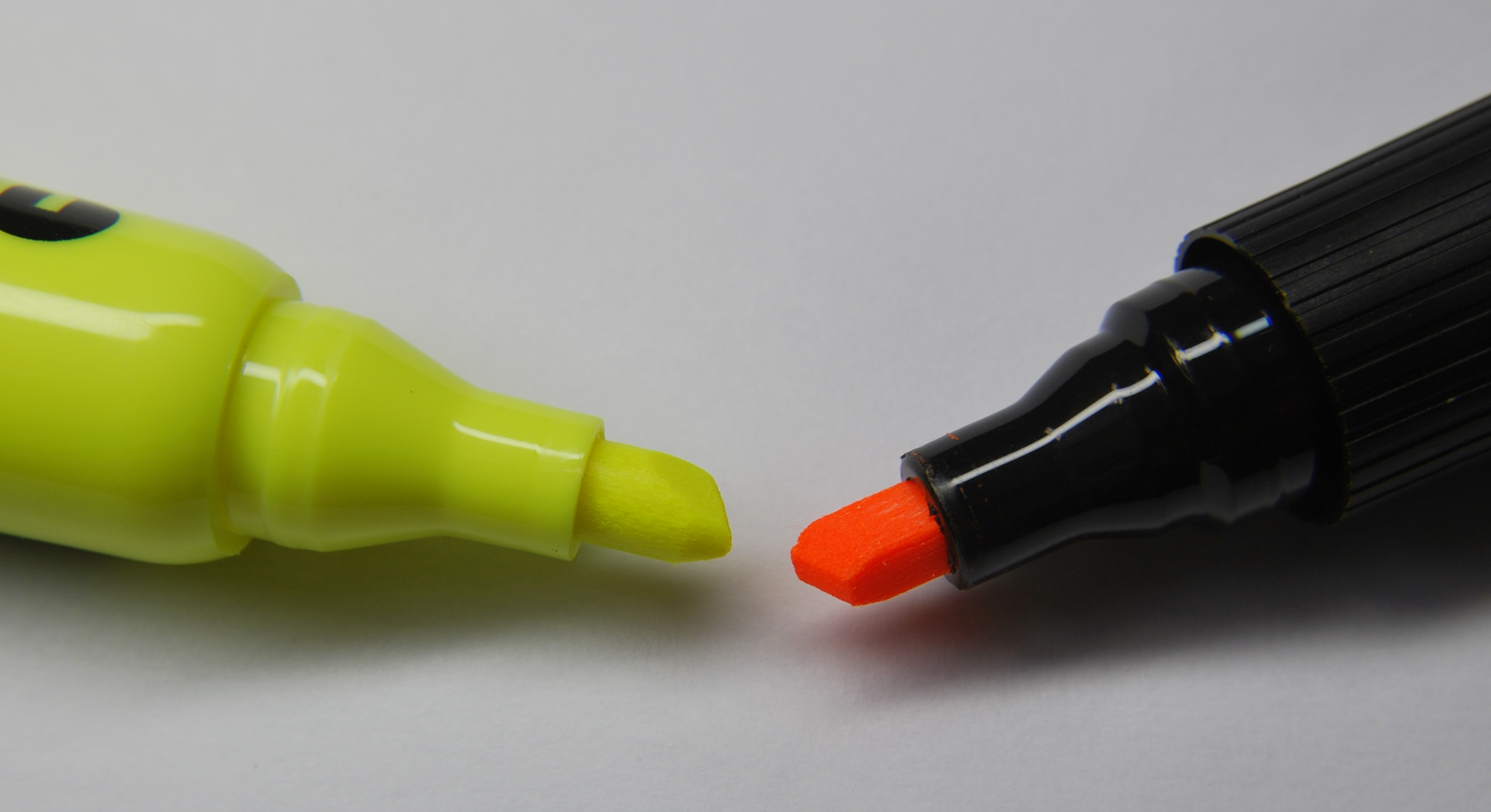
Pontas de canetas hidrográficas

Caneta hidrográfica, marcador ou caneta de feltro é um tipo de caneta com ponta de diâmetro variável, cuja tinta umedece uma ponta de feltro usada para escrever e desenhar. É possível encontrar no mercado diversos tipos de canetas hidrográficas, para as mais diferentes aplicações, e com carga de tinta nas cores mais variadas.

## Tipos
Entre os subtipos de canetas hidrográficas, podemos destacar:
- o marcador de texto, cuja carga de tinta translúcida em cores vivas permite ler o trecho de texto que por ela tenha sido coberto, destacando-o visualmente dos demais;
- o marcador para quadro branco, cuja tinta não é absorvida pela superfície na qual é aplicada e que, portanto, pode ser "apagada" posteriormente;
- o marcador de segurança, que possui tinta invisível reagente à luz negra, usada para identificação de objetos sujeitos a roubo;
- o marcador permanente, que utiliza tinta similar à do spray, resistente à água e aderente a quase todas as superfícies (desde papel e plástico a pedra e metal);
- o marcador de eleição, ou marcador de tinta indelével, utilizado para marcar o dedo, preferencialmente a cutícula da pessoa, assim evitando fraude eleitoral como voto duplo. A tinta é fotossensível e leva de uma a duas semanas para ser retirada completamente.